# دورانت موتورز
دورانت موتورز (انگلیسی: Durant Motors) شرکت خودروسازی آمریکایی بود، که در سال ۱۹۲۱ توسط ویلیام سی. دورانت تأسیس شد.